# Шагиев, Абдулла Файзурахманович
Абдулла Файзурахманович Шагиев (тат. Абдулла Шаһиев; 23 февраля 1907, Уральск — 4 мая 1993, Агидель, Башкортостан) — советский военнослужащий, участник Великой Отечественной войны, Герой Советского Союза (1944, в 1959 лишён, в 1992 восстановлен), гвардии младший лейтенант.

## Биография
Абдулла Шагиев родился 23 февраля 1907 года в крестьянской семье в городе Уральске Уральского уезда Уральской области, ныне город — административный центр Западно-Казахстанской области Республики Казахстан. Татарин. Родители переехали из Казанской губернии. Отец воевал в Рабоче-крестьянской Красной Армии и погиб в боях Гражданской войны. Абдуллу воспитывал дядя Фахри Шагиев из Джамбейты, купивший в Уральске мазанку по ул. Трудовая, 52 (ныне ул. Фрунзе, 56).
Окончив три класса, Абдулла пошел работать мясником.
В 1929—1931 годах проходил срочную службу в Рабоче-крестьянской Красной Армии.
После демобилизации переехал с семьей в город Куляб Таджикской ССР. С 1935 по 1940 годы служил в составе Уральского кавалерийского полка переменных войск, с 1940-го — в Таджикистане.
Перед войной семья переехела в аул Ташрабат Чаршангинского района Чарджоуской области Туркменской ССР, где он работал агентом «Уполнаркомзага».
В рядах ВКП (б) состоял с 1941 года
В сентябре 1941 года снова призван в Красную Армию воевал в составе 213-го кавалерийского полка 61-й кавалерийской дивизии 4-го кавалерийского корпуса. Участник битвы под Сталинградом.
С ноября 1942 года — пулемётчик (начальник пулемёта) пулемётного эскадрона 58-го гвардейского кавалерийского полка 16-й гвардейской кавалерийской дивизии, 7-го гвардейского кавалерийского корпуса. Отличился при форсировании Днепра. 3 октября 1943 года переправился на правый берег в Гомельской области Белоруссии. В течение двух часов удерживал позицию.
Указом Президиума Верховного Совета СССР «О присвоении звания Героя Советского Союза генералам, офицерскому, сержантскому и рядовому составу Красной Армии» от 15 января 1944 года за «образцовое выполнение боевых заданий командования на фронте борьбы с немецкими захватчиками и проявленными при этом отвагу и геройство» гвардии сержанту Шагиеву Абдулле присвоено звание Героя Советского Союза с вручением ордена Ленина и медали «Золотая Звезда».
После вручения Золотой Звезды он получил отпуск, чтобы навестить семью, заехал к родне в Уральск. В Туркмении он принял участие в пленуме обкома партии. В перерыве группа фронтовиков, отпущенных по домам после тяжелых ранений, рассказала ему о том, что первый секретарь райкома партии Амманов, пока они воевали, принуждал их жен к сожительству. Партийные органы быстро среагировали на обращение Героя Советского Союза А. Шагиева, Амманов был отправлен на фронт в штрафбат, откуда он не вернулся.
Летом 1944 года был направлен на учёбу в Краснознаменное кавалерийское училище им. Первой конной армии в город Шадринск Курганской области, по окончании которого ему было присвоено звание младшего лейтенанта.
После демобилизации вернулся в с. Ташрабат, к семье. В 1952 году назначен заведующим центральным складом ОРСа серного рудника на станции Мукры Чаршаганского района Чарджоуской области. В течение 4 лет на складе не проводилось ни одной проверки. Шагиев сам добился ревизии, которая выявила недостачу в 179,4 тысячи рублей. Виновным признали только его и 21 августа 1956 года приговорили к 12 годам лишения свободы с конфискацией имущества. Шагиев не признавал своей вины. Он считал, что его подставили, что это была месть родственников бывшего секретаря райкома Амманова.
Указом Президиум Верховного Совета СССР от 2 января 1959 года Абдулла Шагиев лишен звания Героя Советского Союза и всех наград из-за хищения на складе, где он работал.
После отбытия срока наказания жил в городе Зарафшан Узбекской ССР. 11 июля 1976 года народным судом города Зарафшан судимость была снята.
Позднее жил в городе Чу Джамбульской области Казахской ССР.
В 1984 году Шагиевы переехали в РСФСР, жили в деревне Мыльники, затем в селе Сигаево Сарапульского района Удмуртской АССР.
В начале 1986 года переехали в село Новокабаново Краснокамского района Башкирской АССР, где рядом, в городе Агидель, жила дочь.
Указом Президента Российской Федерации от 3 апреля 1992 года Шагиев Абдулла Файзурахманович восстановлен в правах на звание Герой Советского Союза, орден и медали.
С 1992 года А. Шагиев жил в городе Агидель. В октябре 1992 года ему официально были вручены изъятые при аресте награды и документы.
Абдулла Файзурахманович Шагиев скончался 4 мая 1993 года в городе Агидель Республики Башкортостан. Похоронен на кладбище села Новокабаново Новокабановского сельсовета Краснокамского района Республики Башкортостан.

## Награды
- Герой Советского Союза, 15 января 1944 года[2]
  - Медаль «Золотая Звезда» № 3023
  - Орден Ленина № 16681
- Орден Отечественной войны II степени, 6 апреля 1985 года[3][4]
- медали, в том числе
  - Медаль «За боевые заслуги», 12 декабря 1942 года[5]
  - Медаль «За оборону Сталинграда»
  - Медаль «За победу над Германией в Великой Отечественной войне 1941—1945 гг.»

2 января 1959 года лишён всех наград. 3 апреля 1992 года восстановлен в правах на награды.

## Память
- Мемориальная доска в селе Сигаево Удмуртской Республики, на доме где жил Герой.
- Мемориальная доска в городе Агидель Республики Башкортостан, ул. Мира, 12. Открыта 15 декабря 2018 года. Почетное право открытия мемориала было предоставлено младшему сыну Абдуллы Файзурахмановича — Камилю Абдулловичу[6].
- Упомянут на мемориальных досках вместе с именами всех 78-и Героев Советского Союза 112-й Башкирской (16-й гвардейской Черниговской) кавалерийской дивизии, установленных в Национальном музее Республики Башкортостан (город Уфа, улица Советская, 14) и в Музее 112-й (16-й гвардейской) Башкирской кавалерийской дивизии (город Уфа, улица Левитана, 27).
- В архивном отделе администрации ГО г. Агидель Республики Башкортостан прошла выставка архивных документов «Ради жизни», 2015 год[7].

## Семья
В 1926 году дядя женил его на 14-летней Зиннат Габдрахмановне Фаттаховой. В семье одиннадцать детей (один усыновленный и десять своих).